# Културни центар општине Медвеђа
| Културни центар општине Медвеђа |                               |
|                                 |                               |
| Оснивач:                        | Општина Медвеђа               |
| Седиште:                        | Ђуре Јакшића 6 Медвеђа Србија |
| Директор:                       |                               |
| Веб презентација                |                               |

Културни центар општине Медвеђа је јавна установа културе коју је Скупштина општине Медвеђа основала одлуком бр. 06-367/2014-I од 5. маја 2014. године. 
Делатност установе је обављање организационих, маркетиншких, административних, техничких и других послова неопходних за извођење културних програма, организовање гостовања и пројеката из области културе, као и припрема, продукција и интерпретација пројеката из различитих области стваралачке, уметничке и забавне делатности.
Културни центар је уписан у судски регистар Привредног суда у Лесковцу број Фи-бр. 60/2017 дана 26. јуна 2017. године чиме је званично почела са радом.